# 해남군수 선거
해남군수 선거는 전라남도 해남군의 군수를 선출하는 선거이다.

## 역대 민선 해남군수
| 선거   | 정당 | 정당           | 군수   |
| ------ | ---- | -------------- | ------ |
| 1995년 |      | 민주당         | 김창일 |
| 1998년 |      | 무소속         | 민화식 |
| 2002년 |      | 새천년민주당   | 민화식 |
| 2004년 |      | 새천년민주당   | 박희현 |
| 2006년 |      | 민주당         | 박희현 |
| 2007년 |      | 대통합민주신당 | 김충식 |
| 2010년 |      | 민주당         | 박철환 |
| 2014년 |      | 새정치민주연합 | 박철환 |
| 2018년 |      | 민주평화당     | 명현관 |
| 2022년 |      | 더불어민주당   | 명현관 |

## 역대 선거 결과

### 제1회 전국동시지방선거
|  | 47.57% |

|  | 39.44% |

|  | 7.62% |

|  | 5.36% |

### 제2회 전국동시지방선거
|  | 47.63% |

|  | 28.68% |

|  | 23.67% |

### 제3회 전국동시지방선거
|  | 62.00% |

|  | 19.02% |

|  | 18.96% |

### 2004년 대한민국 재보궐선거
민화식 군수의 사임으로 인해 치러진 2004년 대한민국 재보궐선거에서 새천년민주당 박희현 후보가 당선되었다.

### 제4회 전국동시지방선거
|  | 56.01% |

|  | 43.98% |

### 2007년 대한민국 재보궐선거
박희현 군수의 사임으로 인해 치러진 2007년 대한민국 재보궐선거에서 대통합민주신당 김충식 후보가 당선되었다.

### 제5회 전국동시지방선거
|  | 52.53% |

|  | 47.46% |

### 제6회 전국동시지방선거
|  | 61.75% |

|  | 38.24% |

### 제7회 전국동시지방선거
|  | 54.99% |

|  | 37.78% |

|  | 7.21% |

### 제8회 전국동시지방선거
| 제8회 전국동시지방선거해남군수 선거 |        |              |        |        |      |      |
| 유권자수: 59,423명                  |        |              |        |        |      |      |
| 후보                                | 후보   | 정당         | 득표   | 득표율 | 당락 | 비고 |
|                                     | 명현관 | 더불어민주당 | 무투표 | 무투표 | 당선 |      |
| 합계                                | 합계   | 합계         | 0표    |        |      |      |